# 2004 au Yukon
Chronologie du Yukon
- 2000
- 2001
- 2002
- 2003
- 2004
- 2005
- 2006
- 2007
- 2008

Cette page concerne des événements d'actualité qui se sont produits durant l'année 2004 dans le territoire canadien du Yukon.

## Politique
- Premier ministre : Dennis Fentie (Parti du Yukon)
- Chef de l'Opposition officielle : Todd Hardy (NPD)
- Commissaire : Jack Cable (en)
- Législature : 31e

## Événements
- La radio anglophone CIAY-FM (en) entre en ondes de Whitehorse.
- Avril : Le député territoriale de Copperbelt Haakon Arntzen (en) quitte le Parti du Yukon qui siégera donéravant comme indépendant à la suite de son accusation criminelle pour avoir agressé deux adolescentes dans les années 1970.
- 28 juin : Le Parti libéral du Canada de Paul Martin remporte l'élection fédérale, mais formera un gouvernement minoritaire. Dans la circonscription du territoire du Yukon, le libéral Larry Bagnell est réélu pour un deuxième mandat avec 45,6 % du vote. Parmi ses cinq adversaires : le néo-démocrate Pam Boyde avec 25,6 % du vote, le conservateur James Hartle avec 20,8 % du vote, le vert Philippe LeBlond avec 4,5 % du vote, le candidat du Parti marijuana Sean Davey avec 2,3 % du vote et l'héritage chrétien Geoffrey Capp qui se tombe comme habitude en dernière place avec 0,7 % du vote.
- 14 juillet : Adoption du mariage homosexuel (en) : le Yukon accepte et devient la quatrième province ou territoire à légaliser le mariage homosexuel.

## Décès
- 30 novembre : Pierre Berton, écrivain (º 12 juillet 1920)